# In the Minds of Evil
In the Minds of Evil – jedenasty album studyjny amerykańskiego zespołu deathmetalowego Deicide. Wydawnictwo ukazało się 26 listopada 2013 roku nakładem wytwórni muzycznej Century Media Records. Nagrania zostały zarejestrowane w Audio Hammer Studios w Sanford w stanie Floryda pomiędzy lutym a lipcem 2013 roku. Mastering odbył się w West West Side Music.
W ramach promocji do pochodzącego z płyty utworu "End The Wrath Of God" został zrealizowany teledysk.

## Lista utworów
Opracowano na podstawie materiału źródłowego.
| Nr  | Tytuł utworu                     | Słowa       | Muzyka                                | Długość |
| --- | -------------------------------- | ----------- | ------------------------------------- | ------- |
| 1.  | „In The Minds Of Evil”           | Glen Benton | Kevin Quirion                         | 3:55    |
| 2.  | „Thou Begone”                    | Glen Benton | Kevin Quirion, Jack Owen              | 3:43    |
| 3.  | „Godkill”                        | Glen Benton | Kevin Quirion, Jack Owen              | 3:11    |
| 4.  | „Beyond Salvation”               | Glen Benton | Jack Owen                             | 2:57    |
| 5.  | „Misery Of One”                  | Glen Benton | Kevin Quirion                         | 3:21    |
| 6.  | „Between The Flesh And The Void” | Glen Benton | Jack Owen, Kevin Quirion, Glen Benton | 3:54    |
| 7.  | „Even The Gods Can Bleed”        | Glen Benton | Kevin Quirion, Steve Asheim           | 2:58    |
| 8.  | „Trample The Cross”              | Glen Benton | Steve Asheim                          | 3:00    |
| 9.  | „Fallen To Silence”              | Glen Benton | Jack Owen, Glen Benton                | 3:09    |
| 10. | „Kill The Light Of Christ”       | Glen Benton | Steve Asheim                          | 3:30    |
| 11. | „End The Wrath Of God”           | Glen Benton | Kevin Quirion                         | 3:13    |
|     |                                  |             |                                       | 36:51   |

## Twórcy
Opracowano na podstawie materiału źródłowego.

- Glen Benton - gitara basowa, wokal prowadzący
- Jack Owen - gitara rytmiczna, gitara prowadząca
- Kevin Quirion - gitara rytmiczna, gitara prowadząca
- Steve Asheim - perkusja, instrumenty perkusyjne
- Simon Cowell - okładka, oprawa graficzna
- Ronn Miller - inżynieria dźwięku
- Alan Douches - mastering
- Eyal Levi - miksowanie
- Tim Hubbard - zdjęcia
- Jason Suecof - produkcja muzyczna, inżynieria dźwięku, miksowanie